# سیارک ۶۷۴۱
سیارک ۶۷۴۱ (به انگلیسی: 6741 Liyuan، نامگذاری:1994FX) شش هزار و هفتصد و چهل و یکمین سیارک کشف شده‌است که در ۳۱ مارس ۱۹۹۴ کشف شد.
قدر مطلق سیارک برابر ۱۳٫۴۰ است.